# Dispositivo urinário feminino

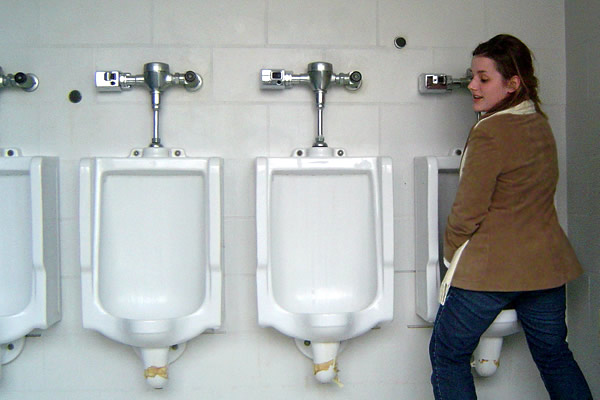
Mulher usando um dispositivo urinário feminino, para se adaptar a mictórios padrão de banheiro masculino

Um dispositivo urinário feminino (DUF), dispositivo urinário pessoal (DUP), auxílio urinário feminino ou dispositivo para urinar em pé (STP) é um instrumento que pode ser usado para direcionar com mais precisão o jato de urina ao urinar em pé. As variações vão desde funis descartáveis básicos até designs reutilizáveis mais elaborados. Os dispositivos urinários pessoais ganharam popularidade desde a década de 1990. Eles são utilizados em ocupações e atividades ao ar livre, em afirmação/sigilo de gênero e por razões médicas.
Além disso, existem mictórios fixos e portáteis disponíveis para uso feminino. Alguns modelos exigem que a usuária traga seu próprio dispositivo urinário, enquanto outros não.

## Dispositivos portáteis
Os dispositivos urinários femininos são comercializados para vários públicos. No esporte e no lazer, são vendidos para camping, viagens, esportes na neve, espeleologia, escalada, mergulho, caça/pesca, festivais, longas viagens de carro e qualquer outra atividade ao ar livre em que os banheiros estejam ausentes ou em más condições. Pessoas com restrições físicas, como em recuperação de cirurgia no quadril, ossos quebrados ou dificuldade para se sentar ou agachar, também se beneficiam desses dispositivos.
Desde 2005, inúmeros dispositivos urinários pessoais chegaram ao mercado. Os produtos variam em design e materiais, como plástico, borracha, silicone e papel; alguns são reutilizáveis, outros descartáveis. Vários dispositivos foram comercializados para aplicações médicas, e às vezes estão disponíveis sob prescrição.
Profissionalmente, esses dispositivos são usados por socorristas, forças armadas e outros trabalhos ao ar livre. Algumas marcas são aprovadas pela OTAN e fornecidas a militares.[carece de fontes?]
Tais dispositivos são usados por homens trans como "stand-to-pee" (STPs), muitas vezes para lidar com a disforia de gênero. Soluções mais discretas, como o "Snee-Kee", são especificamente comercializadas para esse fim. Alguns dispositivos imitam a aparência de um pênis e também funcionam como packers.
Homens cisgênero também podem querer um funil urinário se tiverem condições médicas que dificultem ou impossibilitem urinar em pé.

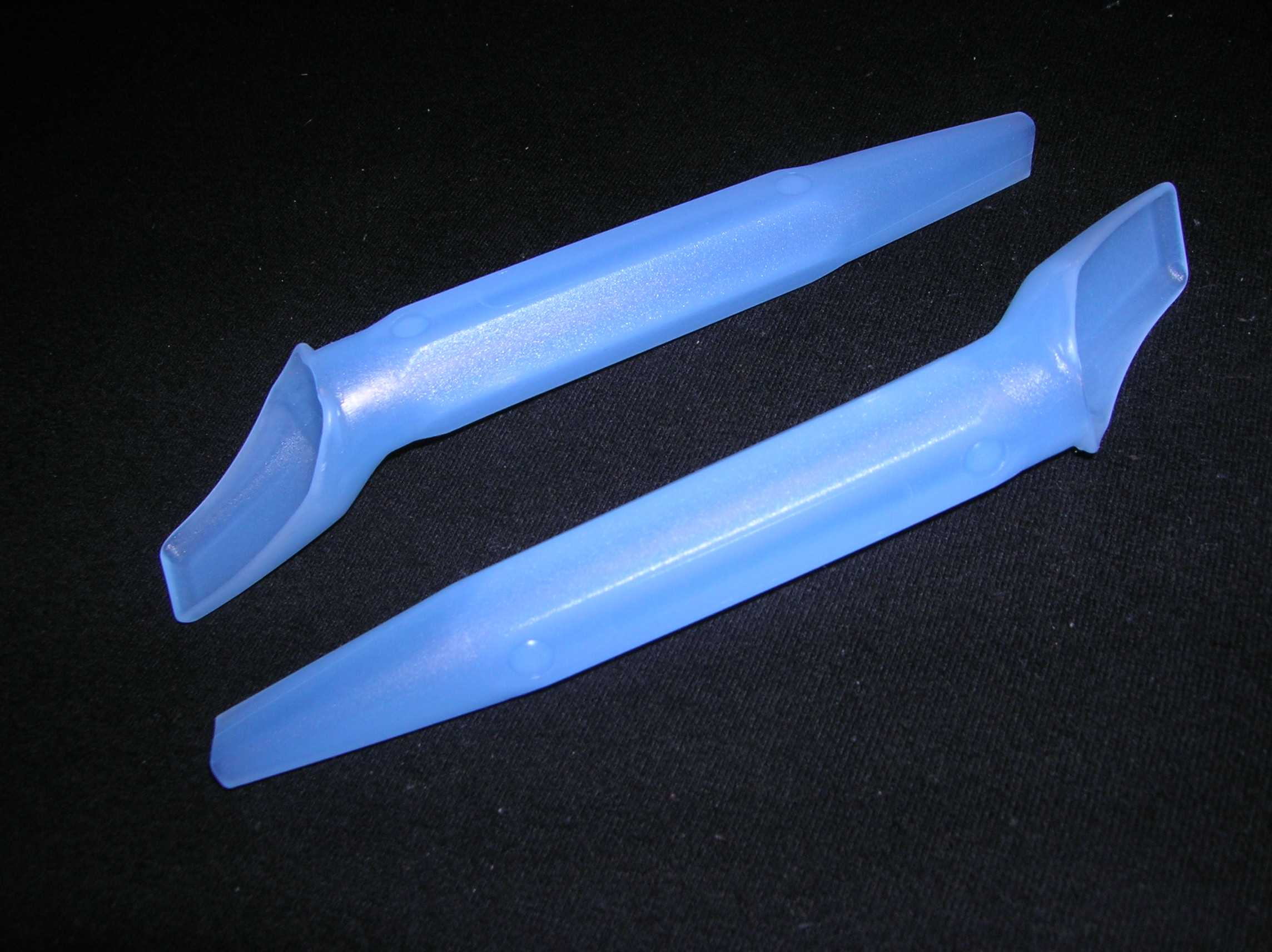
Travelmate
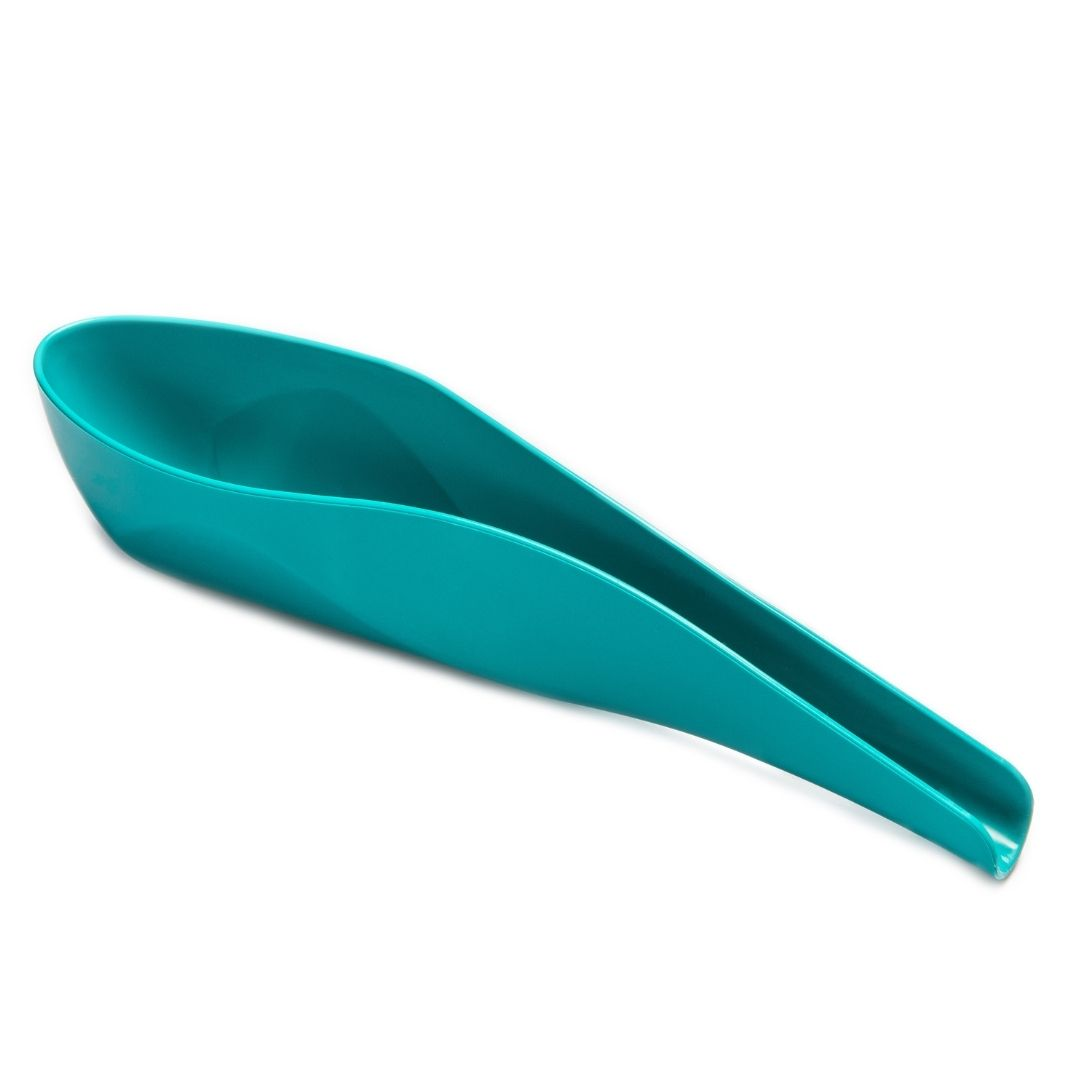
pStyle
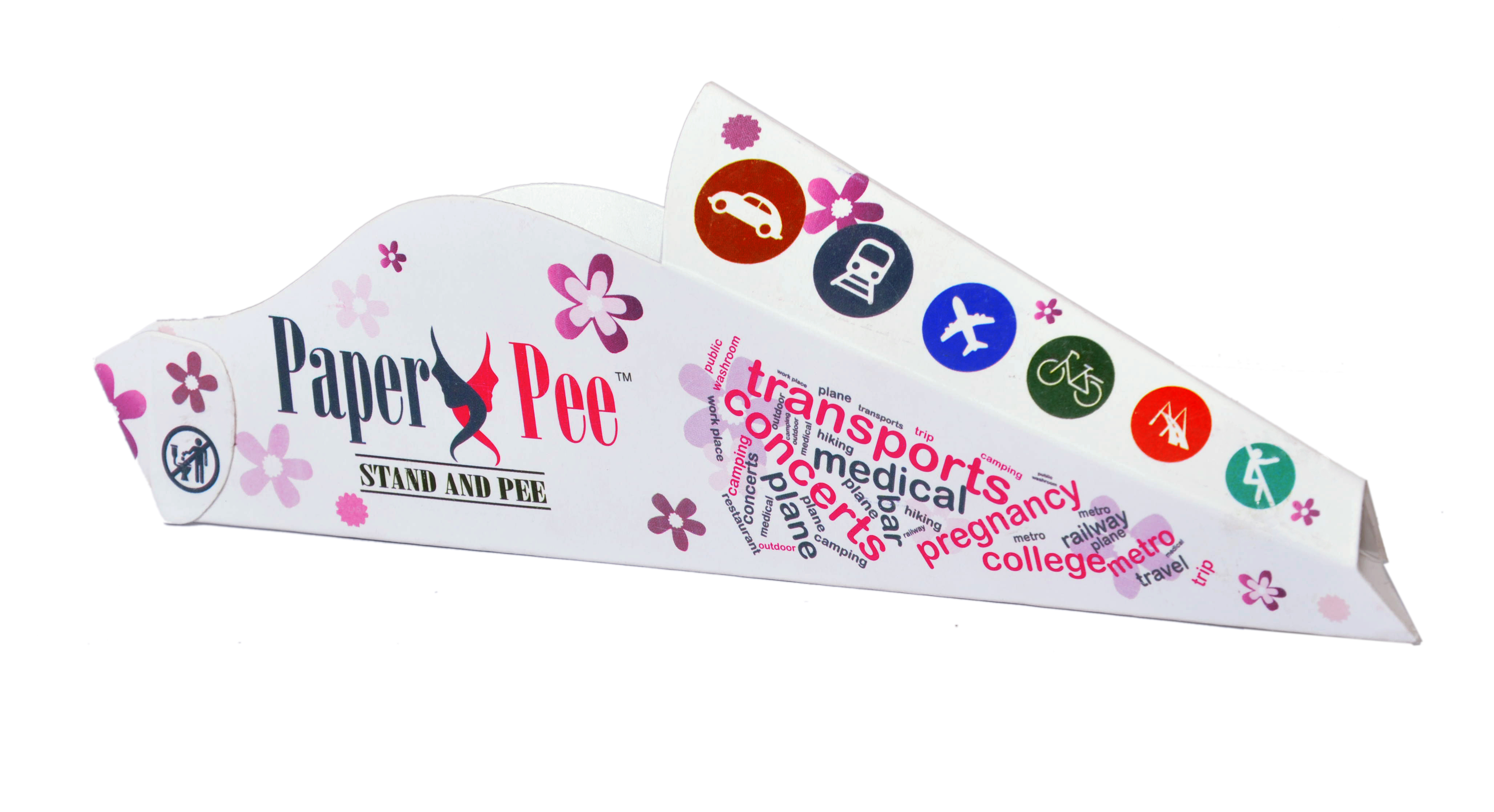
Paper pee
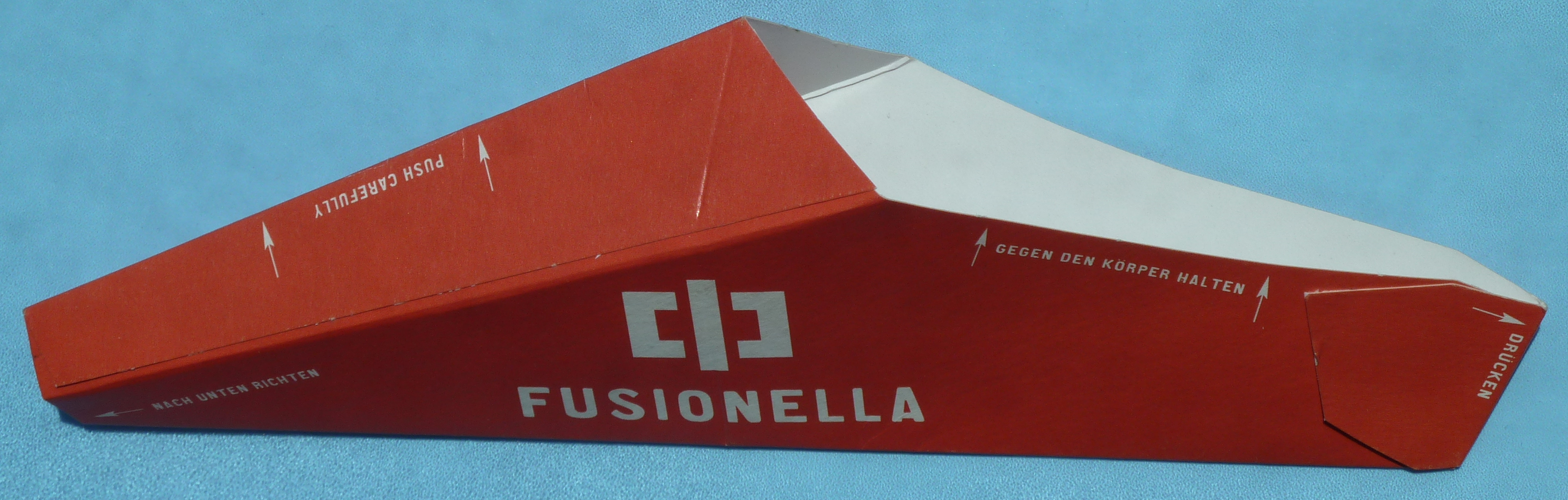
Fusionella

## Mictórios femininos
Mictórios para uma maior variedade de corpos têm vantagens de uso rápido e higiênico, conservação de água e menor necessidade de espaço físico. A rapidez pode ser especialmente importante em situações de grande demanda, como festivais de música, eventos teatrais, estádios, discotecas, clubes e centros de convenções.
Projetos fixos de mictórios femininos existem há muito tempo, e mais recentemente surgiram versões portáteis. Alguns modelos, incluindo sanitários de cócoras, foram considerados "unissex", utilizáveis por qualquer gênero. Os modelos fixos geralmente são usados por mulheres em postura "pairando", em pé, com os joelhos levemente flexionados.
Além disso, pequenos mictórios portáteis com recipientes seláveis têm sido disponibilizados em versões exclusivas para mulheres ou unissex. São usados em viagens quando o descarte imediato é difícil. Inicialmente, dispositivos hospitalares foram adaptados, mas posteriormente surgiram modelos próprios para viagens. Eles são usados em pequenas aeronaves e em longas vigilâncias policiais, como em cevas de caça ou estações de observação da vida selvagem.
Mictórios convencionais designados exclusivamente para usuárias de dispositivos urinários femininos se tornaram populares em anos recentes, inclusive em grandes eventos públicos onde é difícil oferecer banheiros suficientes, como festivais ao ar livre. Para acelerar o uso, podem ser instalados mictórios em calha, que as mulheres utilizam em pé com dispositivos pessoais. O Pinkpop 2000 foi o primeiro evento a acomodar grande número desses dispositivos,[carece de fontes?] e a prática se espalhou para eventos nos Países Baixos, Bélgica, Suíça, Canadá, Finlândia, Irlanda e no Reino Unido.

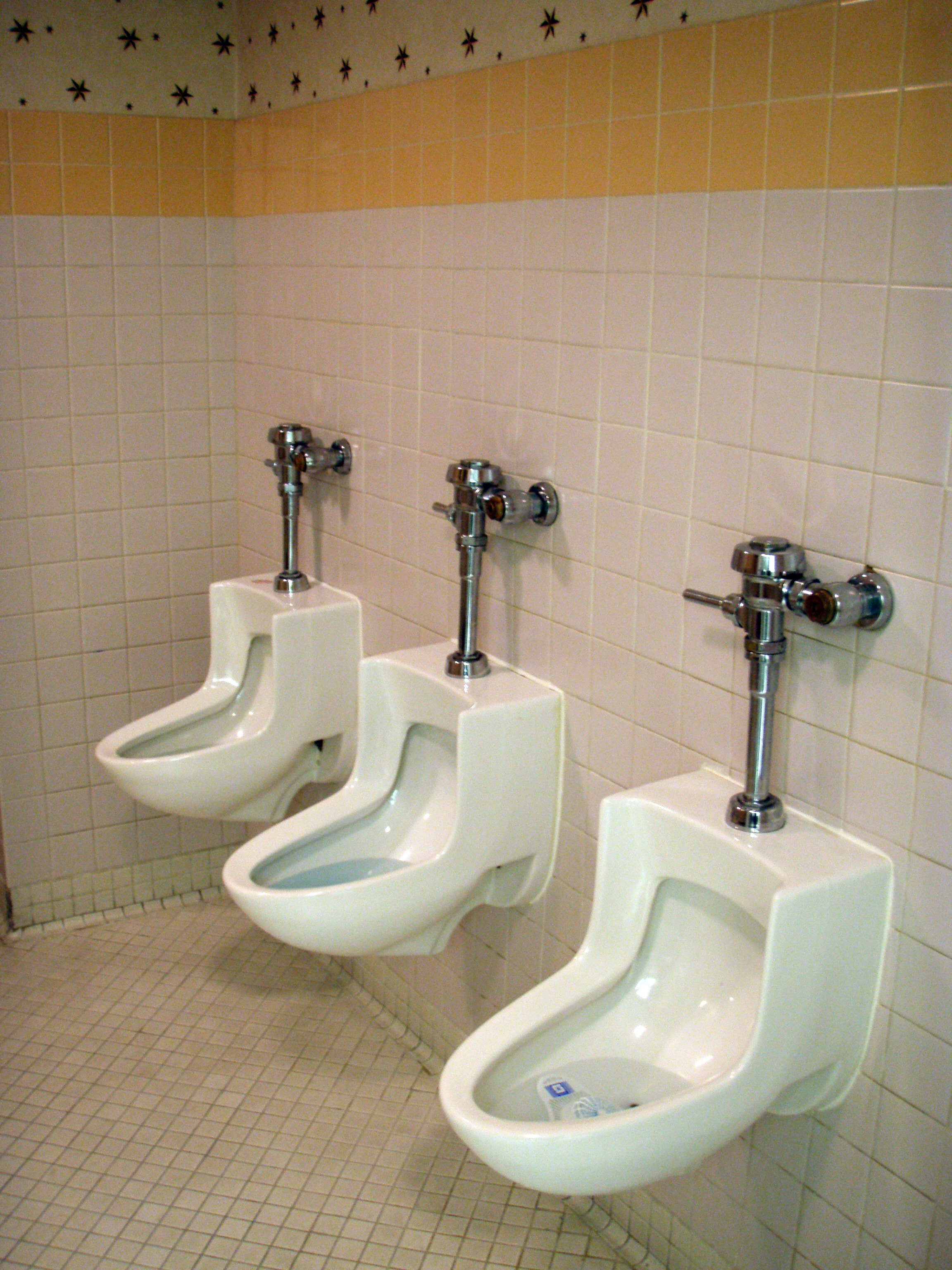
Mictórios unissex
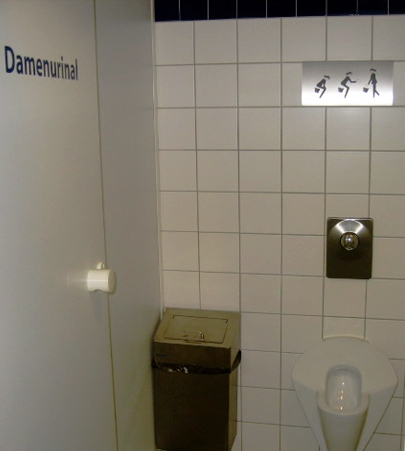
Mictório feminino no Aeroporto de Dortmund, Dortmund, Alemanha
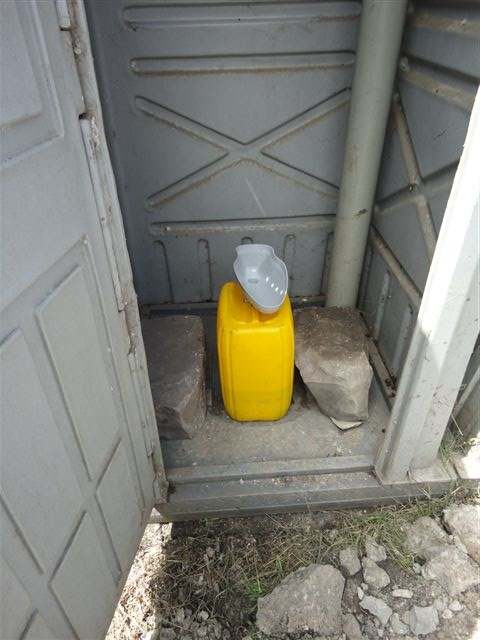
Mictório feminino de baixo custo com pedras para ajustar altura
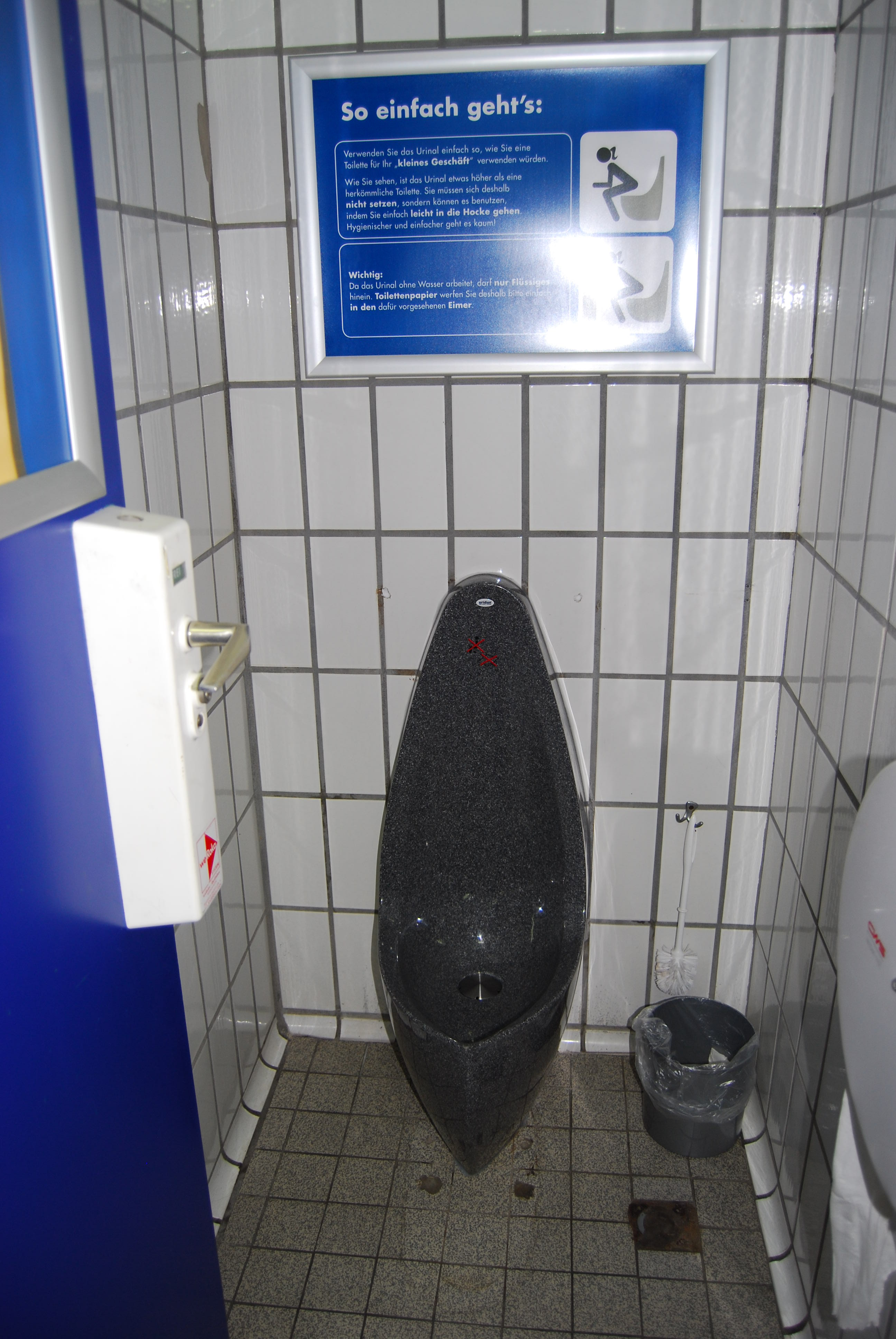
Mictório sem água para mulheres
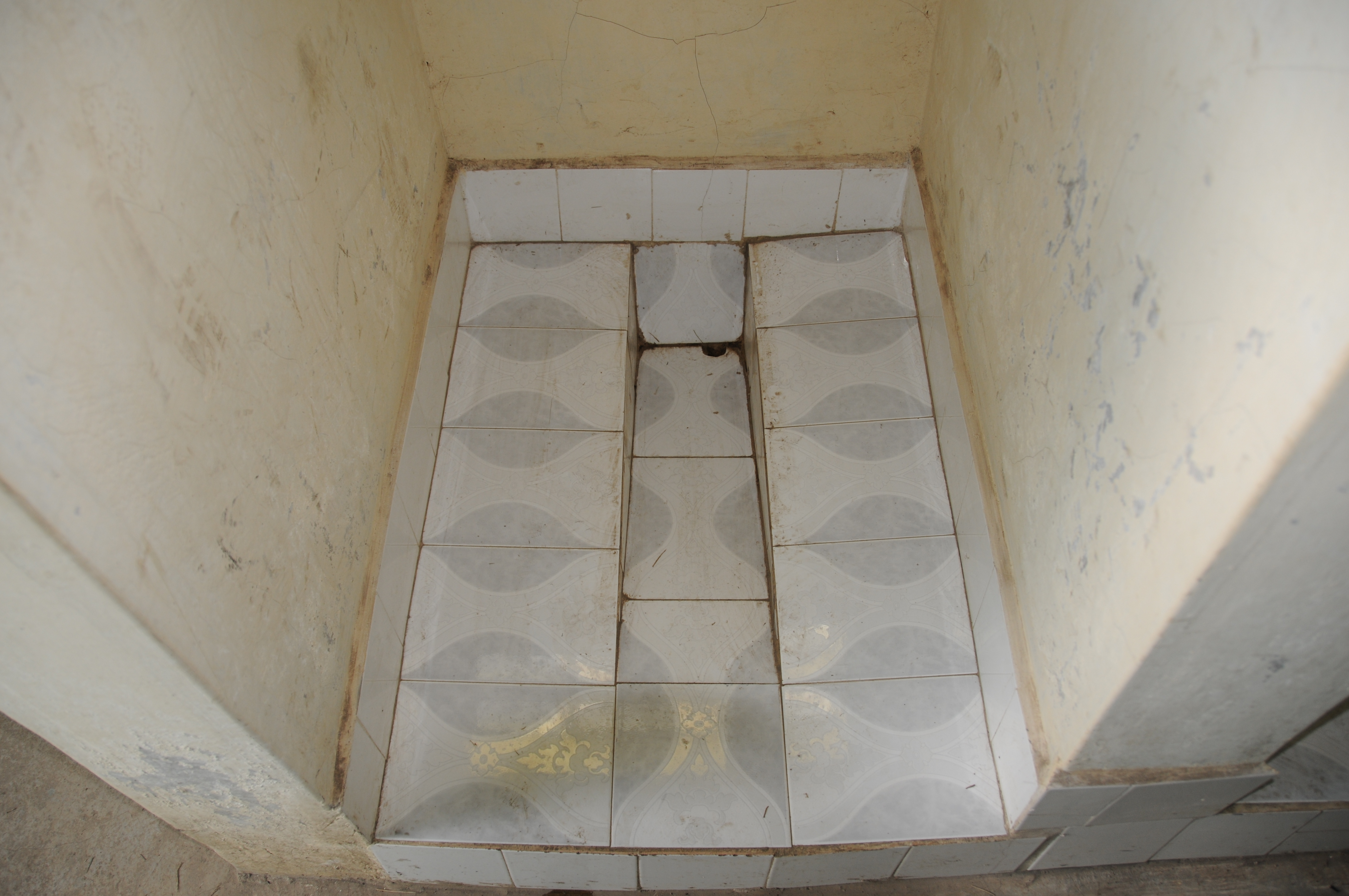
Mictório escolar feminino no Quênia
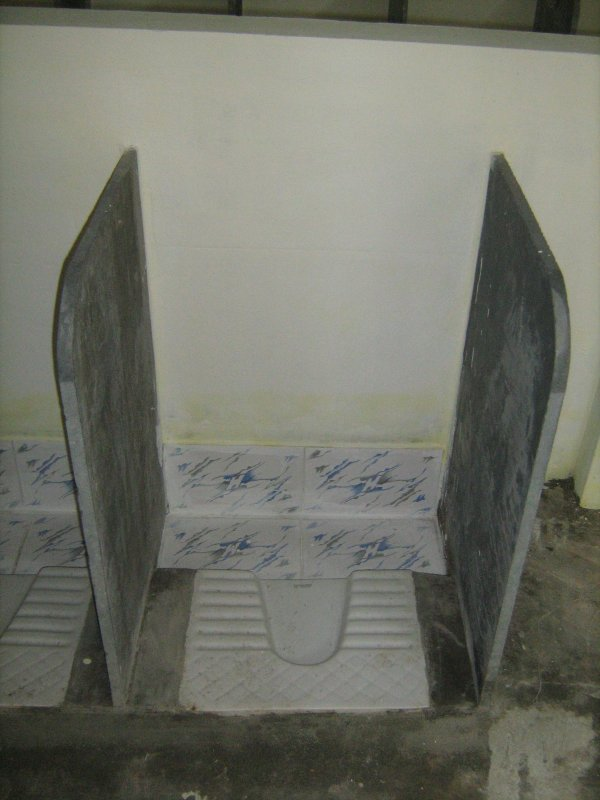
Mictório escolar feminino em Tamil Nadu, Índia
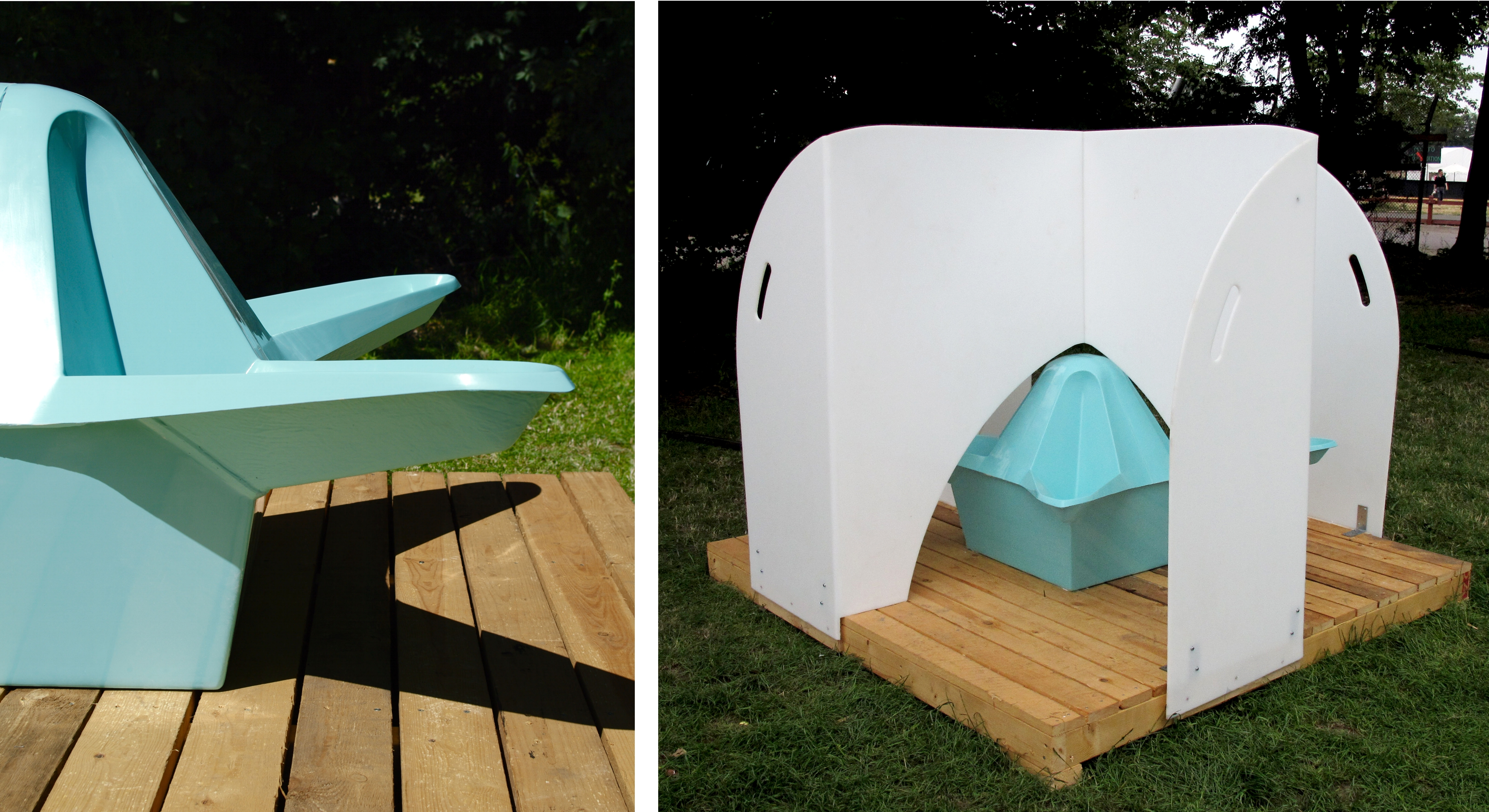
Pollee – mictórios femininos ao ar livre
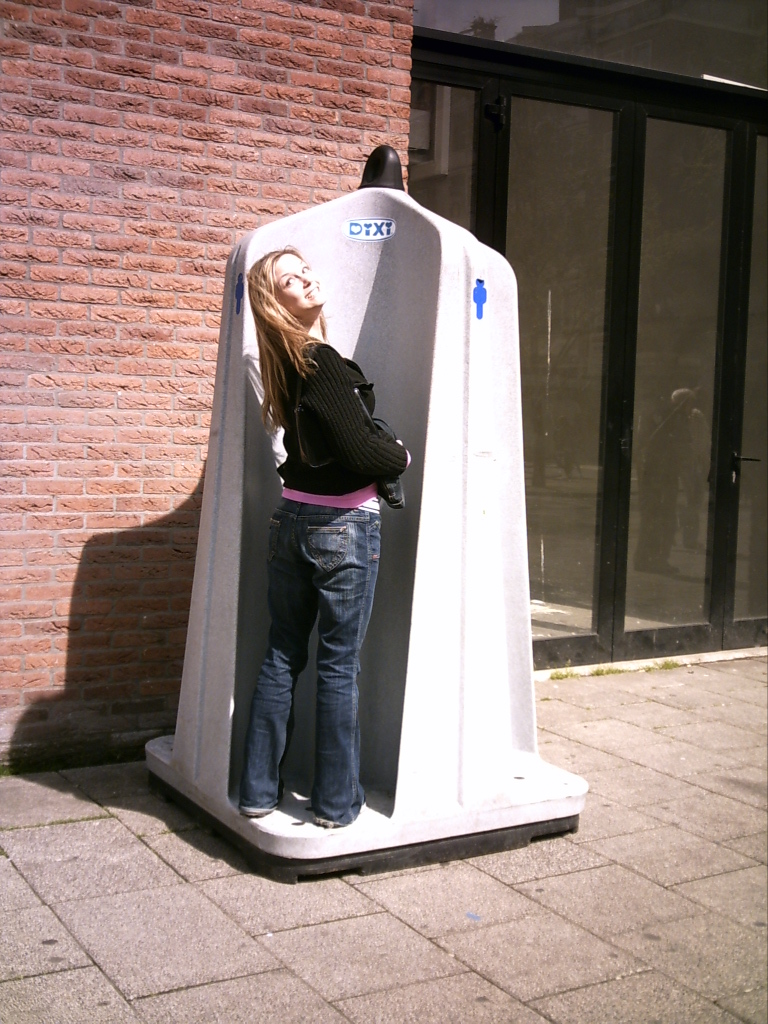
Mulher usando um mictório portátil externo
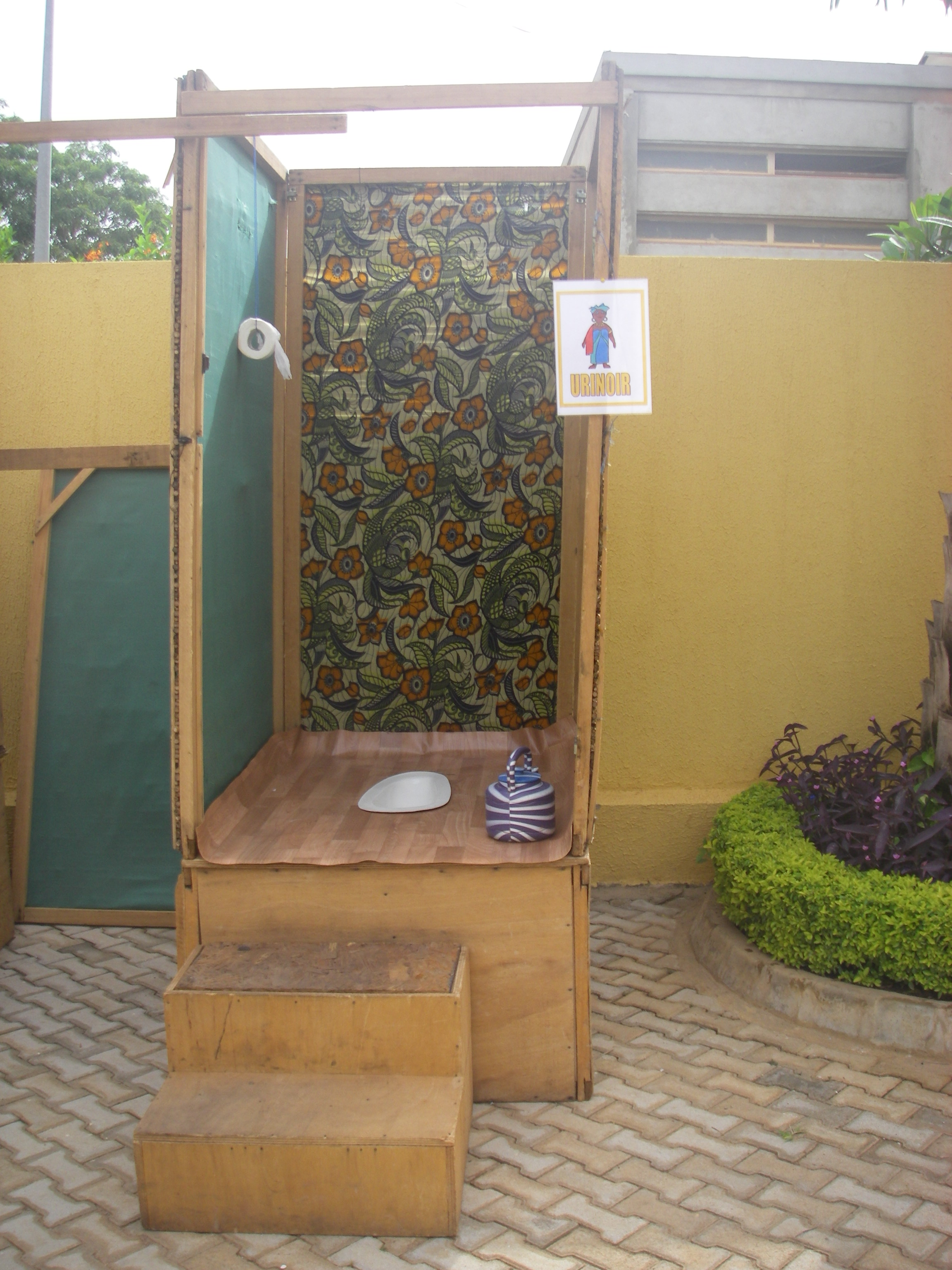
Mictório móvel feminino
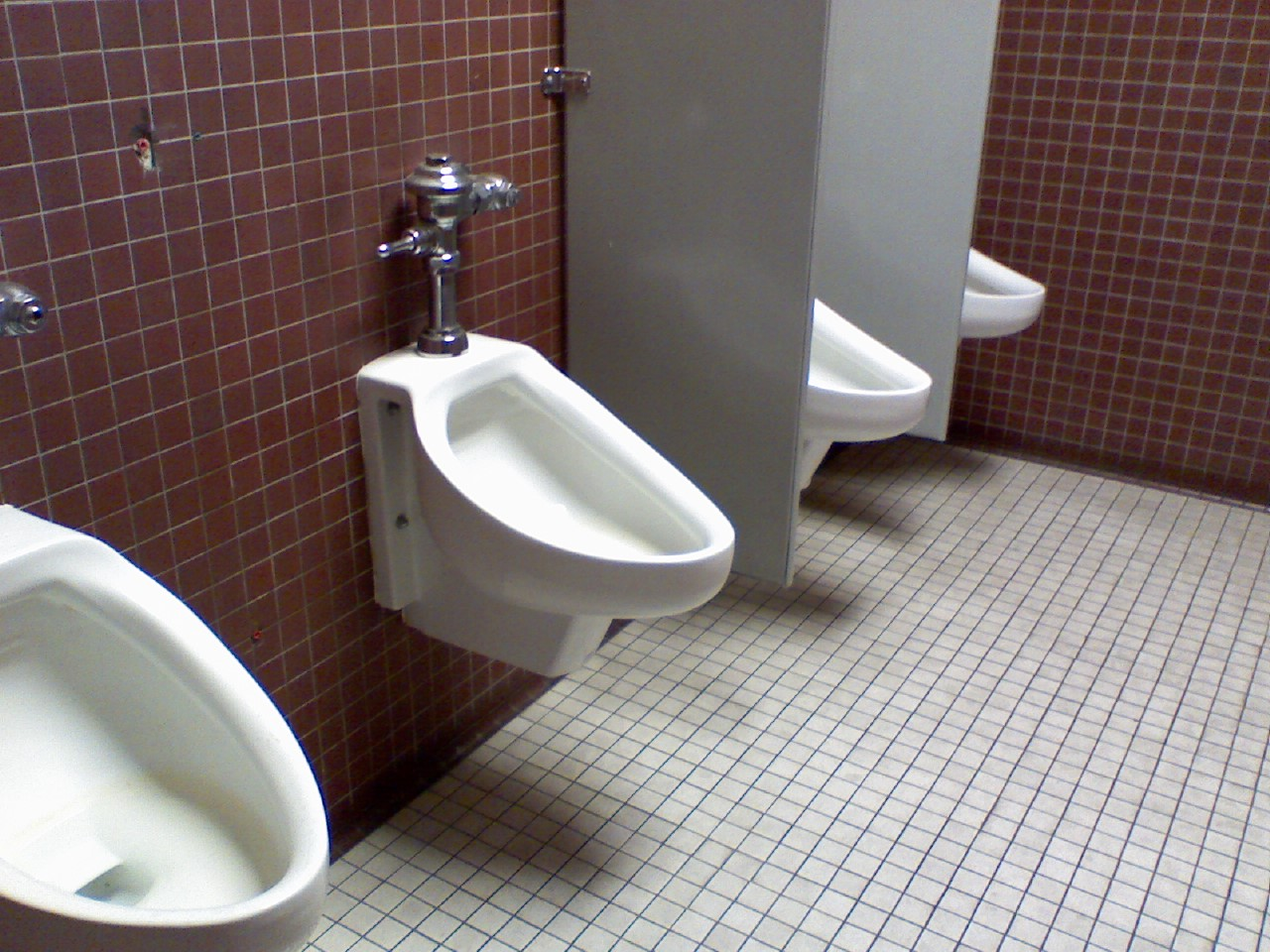
Banheiro feminino
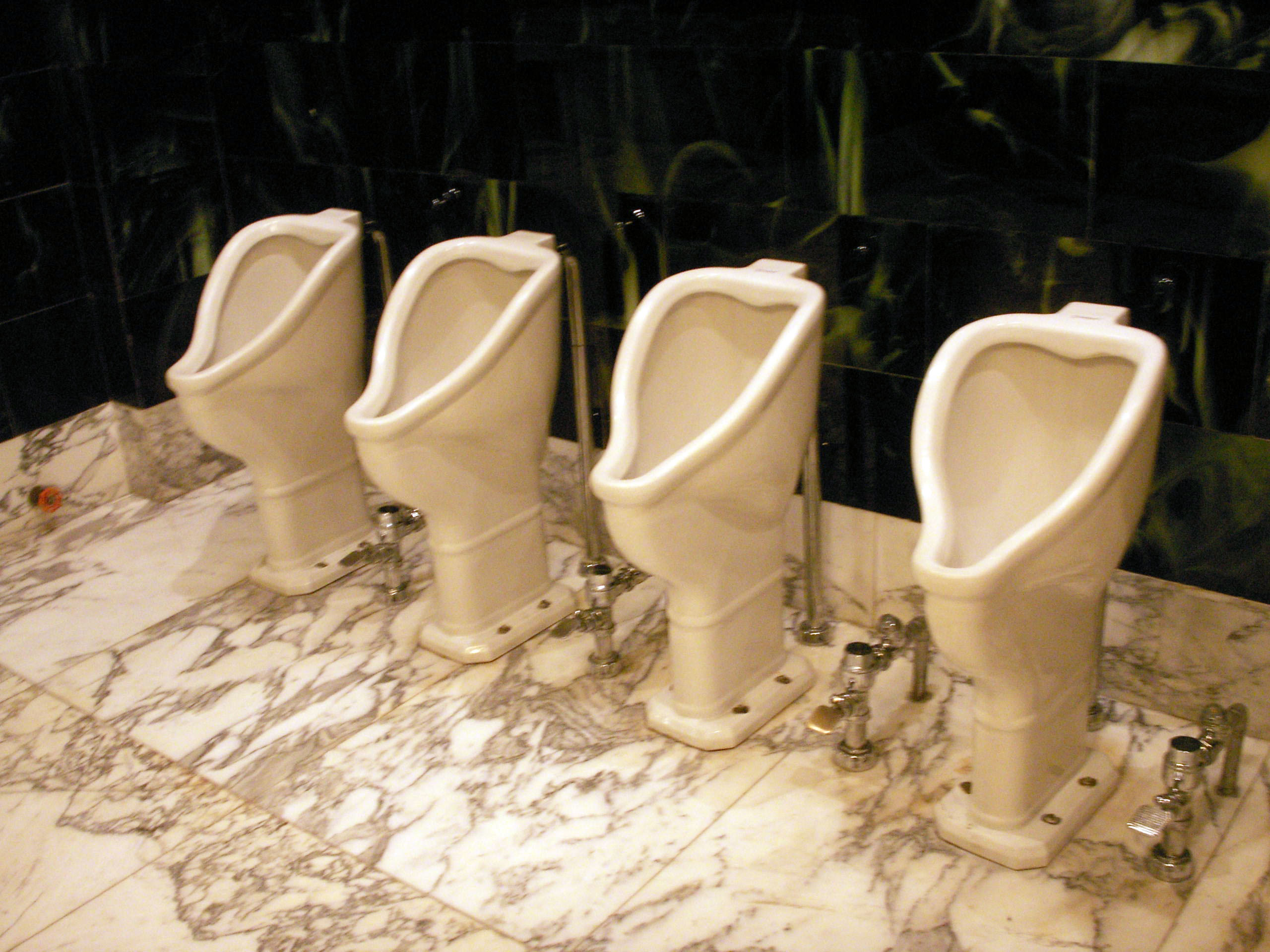
Mictórios femininos no México
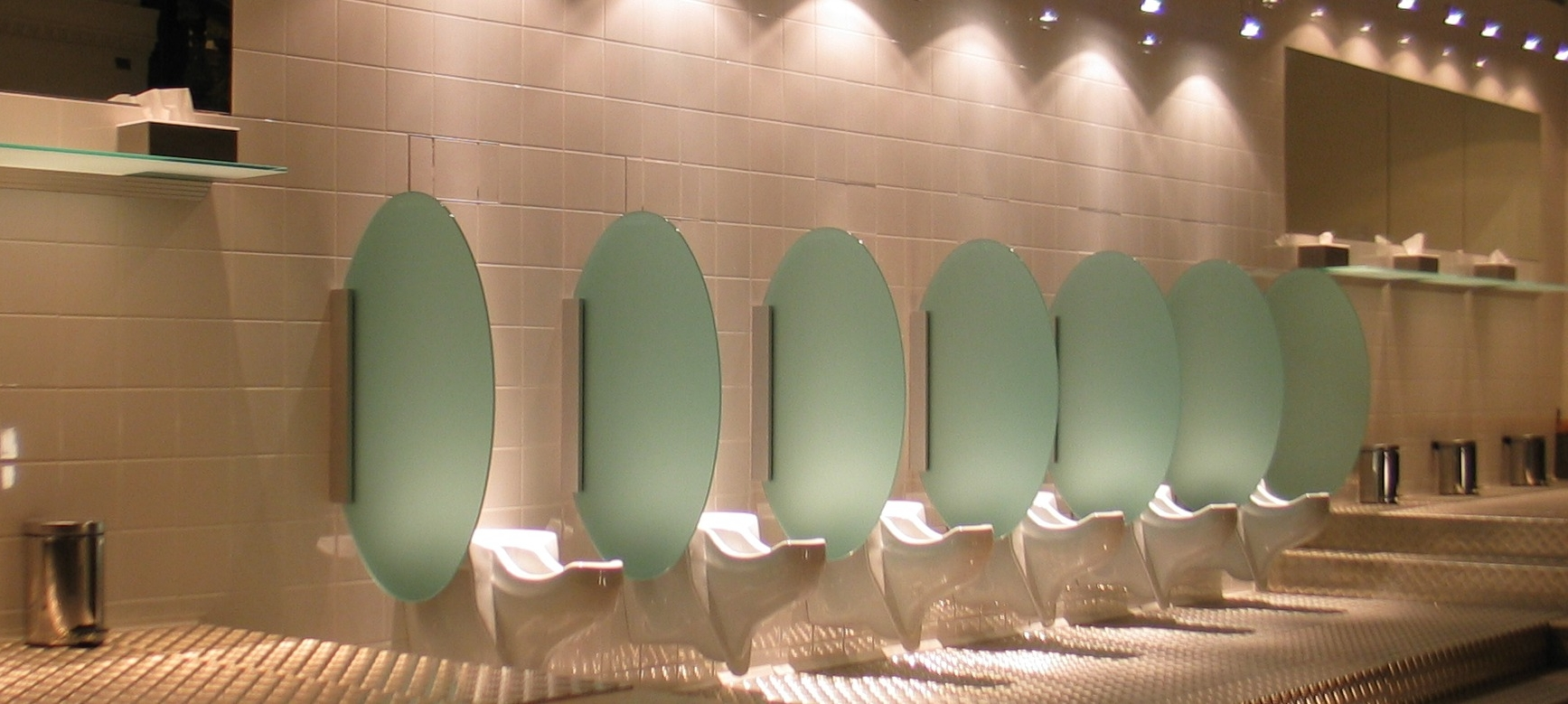
Mictórios modernos para mulheres

## História

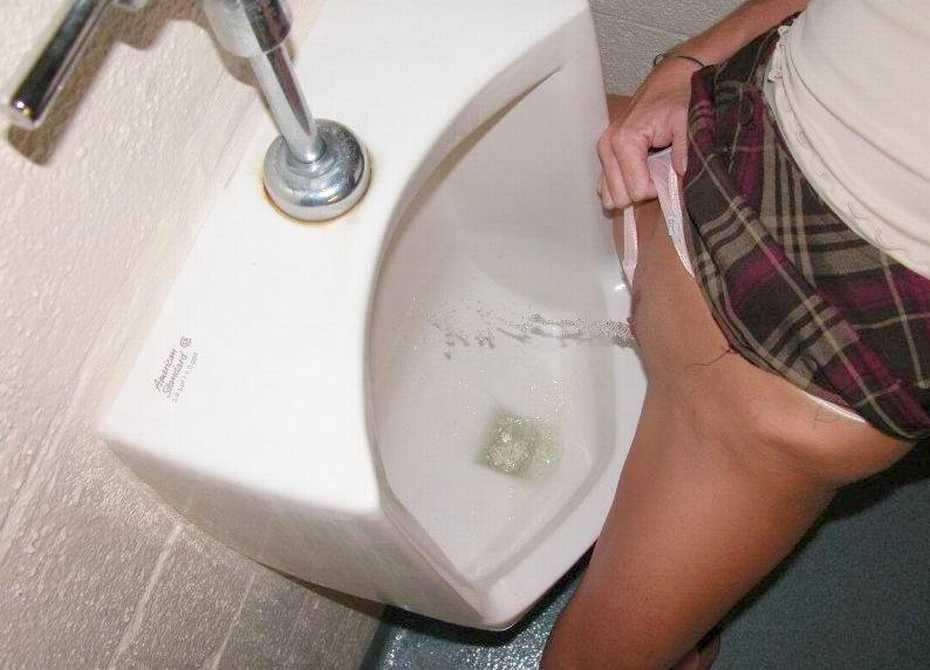
Mulher urinando em um mictório masculino em pé, sem usar dispositivo.

É possível para uma mulher direcionar a urina em pé sem dispositivo. Isso era comum em tempos antigos e em certas culturas e situações, mas não é mais a norma na sociedade ocidental. Mudanças nas roupas femininas no século XX tornaram prático o uso de dispositivos para mulheres que desejavam urinar em pé.
Dispositivos urinários femininos descartáveis foram patenteados já em 1922. O "Sanitary Protector", registrado em agosto de 1918 por Edyth Lacy, especificava um "dispositivo barato...[para ser] usado apenas uma vez, especialmente adequado como dispositivo sanitário em banheiros públicos". Ela observava que "não é necessário que a usuária se sente no assento; a urina é conduzida sem risco de molhar as roupas da usuária ou do vaso". Deveria ser "feito de material barato e facilmente destruível, como papel duro, que pode ser facilmente descartado após o uso".
Um dispositivo semelhante foi patenteado em 1956: "um condutor eficiente de urina para uso por mulheres, eliminando toda necessidade de contato com instalações sanitárias... utilizável em posição ereta e confortável". Outra meia dúzia de dispositivos com o mesmo propósito foram patenteados até o fim do século.
O Urinelle, de origem francesa, apareceu em 1996 e foi o primeiro a ter fabricação em larga escala.

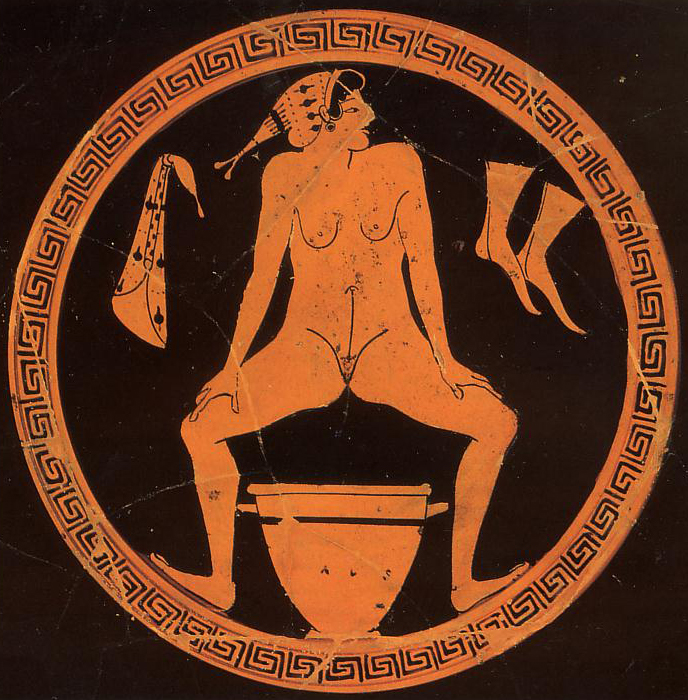
Hetaira grega urina em um skyphos (c. 480 AEC)
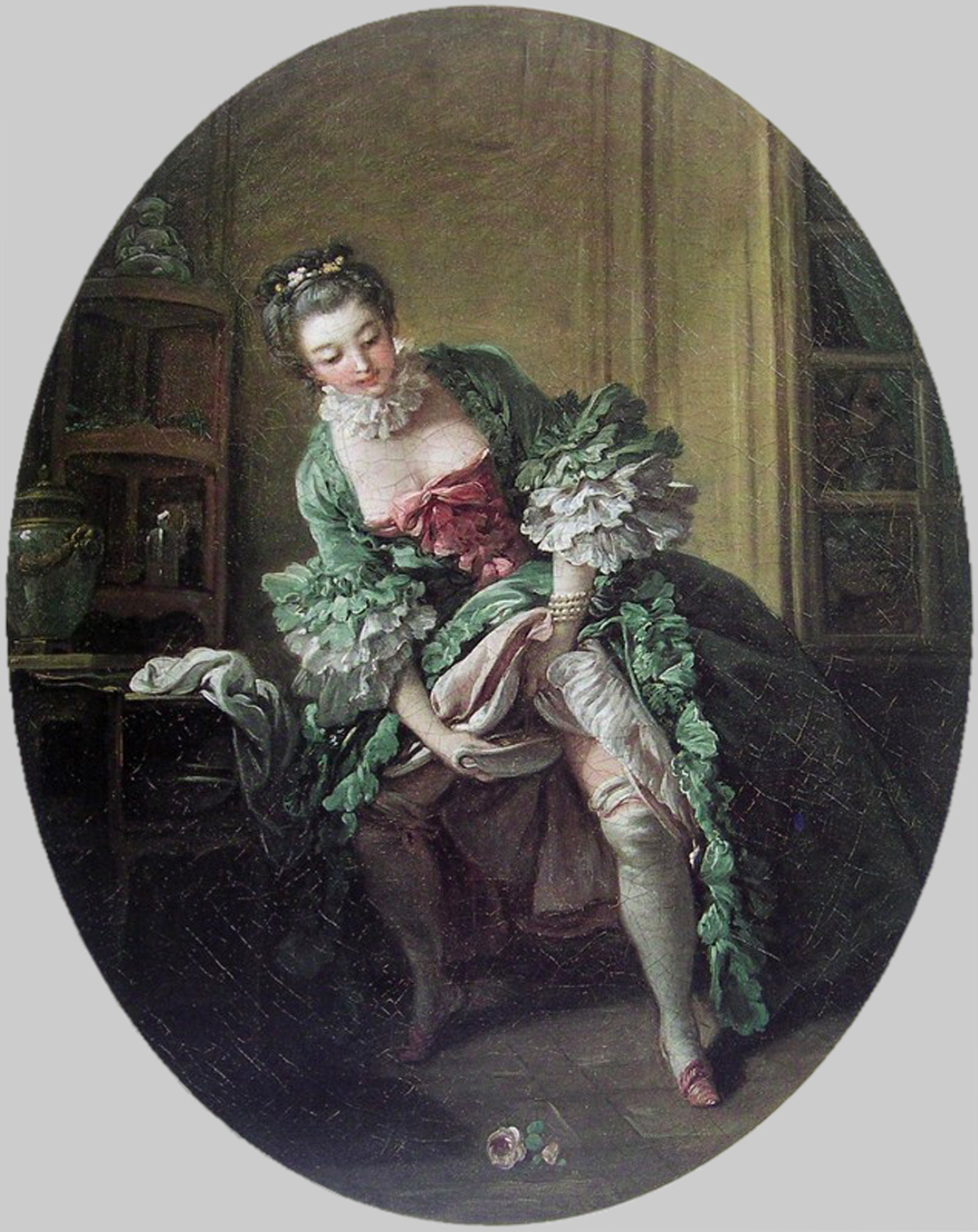
Mulher do século XVIII urina em pé em um penico